# Mistrovství Evropy juniorů v hokejbalu
Mistrovství Evropy v hokejbalu Juniorů byla největší událost v hokejbale v Evropě. Pořádala ho Mezinárodní hokejbalová federace (ISBHF).

## Junioři
| Rok  | Zlato     | Stříbro   | Bronz     | Místo              |
| ---- | --------- | --------- | --------- | ------------------ |
| 1997 | Slovensko | Česko     | Švýcarsko | Zvolen (Slovensko) |
| 1998 | Česko     | Slovensko | Švýcarsko | Jihlava (Česko)    |
| 1999 | Česko     | Slovensko | Německo   | Praha (Česko)      |

| Země            | 1997 | 1998 | 1999 |
| --------------- | ---- | ---- | ---- |
| Česko           | 2    | 1    | 1    |
| Itálie          | -    | -    | 7    |
| Lotyšsko        | -    | -    | 6    |
| Maďarsko        | -    | -    | 5    |
| Německo         | -    | 4    | 3    |
| Rakousko        | 4    | -    | -    |
| Slovensko       | 1    | 2    | 2    |
| Švýcarsko       | 3    | 3    | 4    |
|                 |      |      |      |
| Počet účastníků | 4    | 4    | 7    |

## U18
| Rok  | Zlato | Stříbro   | Bronz     | Místo                |
| ---- | ----- | --------- | --------- | -------------------- |
| 2002 | Česko | Švýcarsko | Slovensko | Villach (Rakousko)   |
| 2003 | Česko | Slovensko | Švýcarsko | Rakovník (Česko)     |
| 2004 | Česko | Rakousko  | Švýcarsko | Kaufbeuren (Německo) |
| 2005 | Česko | Slovensko | Švýcarsko | Ostrava (Česko)      |
| 2006 | Česko | Rakousko  | Švýcarsko | Villach (Rakousko)   |
| 2007 | Česko | Švýcarsko | Slovensko | Huttwill (Švýcarsko) |
| 2009 | Česko | Slovensko | Německo   | Bayreuth (Německo)   |

## U16
| Rok  | Zlato     | Stříbro   | Bronz     | Místo                |
| ---- | --------- | --------- | --------- | -------------------- |
| 2003 | Česko     | Slovensko | Německo   | Rakovník (Česko)     |
| 2004 | Česko     | Rakousko  | Švýcarsko | Kaufbeuren (Německo) |
| 2005 | Slovensko | Česko     | Švýcarsko | Ostrava (Česko)      |
| 2006 | Česko     | Slovensko | Rakousko  | Villach (Rakousko)   |
| 2007 | Slovensko | Česko     | Finsko    | Huttwill (Švýcarsko) |